# المنتدى العالمي للماء

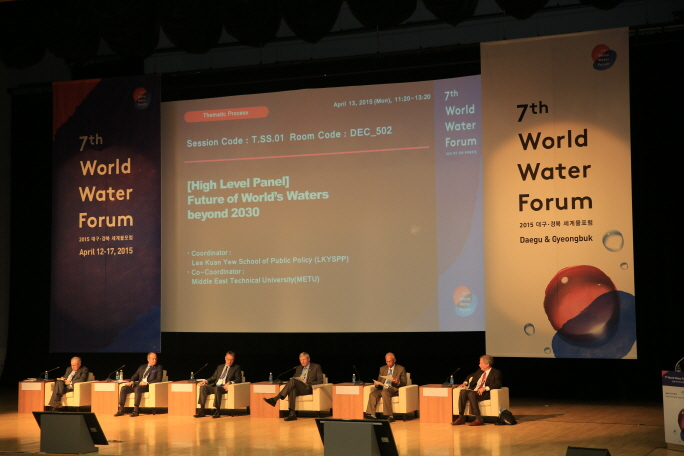

المنتتدى العالمي للماء هو أكبر تظاهرة عالمية تتناول قضايا الماء، وهو ينظم كل ثلاث سنوات من طرف المجلس الدولي للماء بمشاركة البلد المنظم. ويتم اختيار تاريخ المنتدى في شهر مارس لكن يستثنى اليوم العالمي للماء في 22 مارس.

## التسلسل الزمني للمنتديات السابقة
- أول منتدى كان في مراكش ب المغرب سنة 1997 .
- ثاني منتدى كان في لاهاي ب هولندا سنة 2000 .
- ثالث منتدى كان ب اليابان ونظم في ثلاث مدن هي أوساكا، كيوتو وشيغا (محافظة) سنة 2003 .
- رابع منتدى كان بمكسيكو ب المكسيك سنة 2006 .
- خامس منتدى كان بإسطنبول ب تركيا سنة 2009 .
- سادس منتدى كان بمرسيليا ب فرنسا سنة 2012 .
- سابع منتدى كان بدايغو ب كوريا الجنوبية سنة 2015 .
- ثامن منتدى كان ببرازيليا ب البرازيل سنة 2018 .

## وصلات خارجية
- الموقع الرسمي على الشبكة